# أغفالي
أغفالي (بالروسية: Агвали) هي مدينة في جمهورية داغستان في روسيا.